# SRF Kids
SRF Kids ist die Bezeichnung, unter der das Schweizer Radio und Fernsehen SRF seit Herbst 2020 seine Kindersendungen vereint. Zum Angebot gehören der YouTube-Kanal SRF Kids, diverse Videoformate, Audiopodcasts, die Radiosendung SRF Kids auf Radio SRF 1, die Website srfkids.ch und die Online-Community «Treff».

## Entstehungsgeschichte
Im Laufe der Jahre gab es immer wieder Änderungen im Kinderangebot – inhaltliche und auch technische: Erst gab es Kindersendungen im Radio (z. B. Looping, SigSagSug oder Pirando) später auch im Fernsehen (zB. tubii) und im Internet.
Mit der Fusion von Schweizer Radio DRS und dem Schweizer Fernsehen zu Schweizer Radio und Fernsehen SRF wurde 2010 unter dem Namen Zambo ein trimediales Kinderangebot bestehend aus Radiosendungen, Fernsehformaten und Online-Angeboten für Kinder lanciert. Es war die erste trimediale Redaktion von SRF überhaupt.
Bedingt durch die Veränderung des Medienkonsums auch bei Kindern weg von den traditionell linearen hin zu digitalen Angeboten, lancierte SRF im Frühling 2020 den eigenen YouTube-Kanal SRF Kids. Seit September 2020 erscheint wöchentlich der Reportage-Podcast «SRF Kids Reporter:in» (ursprünglich: «Zambo-Bus»), bei dem Kinder einer Frage nachgehen und selber aktiv mitmachen können. Seit Dezember 2020 erscheint der Einschlafpodcast «Schlummerland».

## SRF Kids News
In den «SRF Kids News» werden nationale und internationale Nachrichten so erklärt, dass jedes Kind sie versteht. Jede Woche erscheint ein neues Video auf dem YouTube-Kanal «SRF Kids», auf der Website srfkids.ch und auf Play SRF. Seit 2023 bietet SRF Medienworkshops für Schulklassen an. Die teilnehmen Kinder realisieren in den Workshops gemeinsam mit dem Redaktions-Team einen Beitrag für die «SRF Kids News». SRF school bietet Lehrpersonen zu jeder Folge Quiz und Unterrichtsmaterial für den Einsatz im Schulzimmer an.

## SRF Kids - Next Level
Im 2023 lancierte SRF Kids die Gameshow «SRF Kids - Next Level» bei der Kinder aus drei Schulklassen in Challenges antreten. Die Gameshow wird in einem Schulhaus gedreht. Moderiert wird die Sendung von Anna Zöllig.

## Formate
- Anna erfüllt Wünsche (Video)
- SRF Kids News (Video)
- Gwunderfitz (Video)
- SRF Kids - Clip und Klar! (Video)
- Mini zwei Dihei (Video)
- Raphi rafft's (Video)
- SRF Kids im Radio (Radiosendung auf Radio SRF 1)
- SRF Kids Hörspiele für Kinder (Audiopodcast)
- SRF Kids Reporter:in (Audiopodcast)
- Schlummerland (Audiopodcast)
- SRF Kids Treff (Online-Community)
- Kinderreporter:innen-Kurse (Event)

## Online-Community Treff
Der «Treff» ist ein wichtiger Teil des Kinderangebots von SRF. In der Online-Community können 6- bis 14-jährige Kinder ein eigenes Profil erstellen, Texte und Fotos hochladen und mit anderen Kindern chatten – vergleichbar mit Facebook oder Instagram. Der «Treff» ist eine geschützte Umgebung, in der Kinder lernen können, mit Social Media umzugehen, ohne die Risiken der üblichen Social-Media-Plattformen. Bei der Anmeldung wird die Identität des Kindes überprüft und die Eltern müssen ihre Einwilligung geben. Das Anmeldeverfahren wurde in Zusammenarbeit mit der Schweizerischen Kriminalprävention der kantonalen Polizeibehörden entwickelt.

## Kinderreporter / -reporterinnen Kurse
Regelmässig bietet SRF Kids interessierten Kindern die Möglichkeit, an einem Kurs für Kinderreporter teilzunehmen. In den halbtägigen Kursen können Kinder nicht nur hinter die Kulissen von SRF schauen, sondern gleich selbst zum Mikrofon greifen und lernen, worauf sie achten müssen, wenn sie eine Person interviewen. Kinder, die den Kurs besucht haben, bekommen ein Diplom und stehen im Anschluss als Kinderreporter und -reporterinnen für Formate wie z. B. «Gwunderfitz» selber im Einsatz.

## Team
Zum Moderationsteam von SRF Kids gehören (Stand 2025): Anna Zöllig, Angela Haas, Sandro Morof, Raphael Labhart, Reena Thelly, Luana Spinnler und Alessio Amstutz. In den Audiorepotagen «SRF Kids Reporter:in» sind Luana Spinnler, Angela Haas und Laura Dünser als Reporterinnen zu hören. Im Einschlafpodcast «Schlummerland» ist Dania Sulzer zu hören.